# Досінчук-Чорний Микола Володимирович
Мико́ла Володимирович Досінчу́к-Чо́рний (20 квітня 1918, Кураш — 3 липня 1999, Нью-Йорк) — пропагандист українського кобзарства і бандури, меценат.

## Біографія
Народився 20 квітня 1918 року в с. Кураш, сьогодні — Дубровицький район, Рівненської області. Був сином православного священика — о. Володимира Досінчука і Пелагії (з дому Король), який служив в Кураші, Чайчинцях і Старому Чарторійську. Його дідо був родом з с. Великий Ключів, що на Коломийщині.
Як наймолодший син, по сімейній традиції, Микола Досінчук-Чорний в Кременці студіював Богословія, але через участь у українському державницькому русі, більше часу прожив у Львові та Яворові. Був активним учасником спротиву польським окупантам у боротьбі за Україну на території Галичини. В червні 2003 року, Спілка Кобзарів у Львові відкрила меморіальну дошку на будинку № 36 на Площі Ринок, де в 1937-38 рр. жив Микола Досінчук-Чорний. В 1944 р. — покинув свою батьківщину. Закінчив магістерку з права, якійсь час студіював медицину в Німеччині, але в Америці (з 1950 р.) набув інженерський фах і працював технічним дизайнером.
В 1953 році, Микола Досінчук-Чорний одружився зі Стефанією Дерев'янка (родом зі Солотвини, Богородчанського району, Івано-Франківської області), яка стала його правою рукою. Свої надзвичайні організаторські здібності, Микола Досінчук-Чорний перше приклав в організації вистав художних творів, з яких дохід з продажу мистецьких робіт був призначений підтримці української православної семінарії в Канаді.
Він був активним членом різних культурних та політичних організацій і великим патріотом, але вирішив присвятити своє життя розвитку кобзарського мистецтва. Він від душі любив цей наш притаменний національний інструмент бандуру, бо це серце і душа історії України. Він вважав бандуру другим національним символом після тризубу та вістункою української долі. Так і покійний її любитель Микола Досінчук-Чорний став вістуном на американському континенті, а відтак всіх континентів українського поселення, пов'язавши всіх кобзарів бандуристів в цілому світі в одну могутню кобзарську родину. Школа Кобзарського Мистецтва в Ню Йорку була заснована в 1973 році в домі Миколи Досінчука-Чорного.
Доньки Ірина та Лідія були серед перших студентів, а згодом і викладачами. Скільки то української молоді пройшли через Школу Кобзарського Мистецтва в Ню Йорку, та брали участь в різних семінарах. Небесний звук золотострунної бандури чарував їх. Їх навчали славні бандуристи як о. Сергій Кіндзерявий-Пастухів, Володимир Юркевич, Юліян Китастий та інші випускники славетного маєстра Григорія Китастого, так і його самого особистого. Американська публіка вітала їх з великою пошаною, бо виступали на сотках різних концертах і то у дуже престижних місцях, як наприклад на засвіченню ялинки в Рокефелер Центрі, в Лінкон Центрі, в катедрі св. Патрика численні рази — включно з вітанням Папи Івана Павла ІІ, де вони були вибрані від всіх найкращих етнічних ансамблів міста Ню Йорку. Виступали в залах Бродвею, в ООН, та брали участь в святкуванні 200-ліття США та багатьох міжнародних заходів.
В 1984 році, Микола Досінчук-Чорний організував великий концерт з участю понад 130 бандуристів з Америки, Канади та Європи. За всі виступи одержали похвальну грамоту від мера міста Ню Йорку. Микола Досінчук-Чорний це саме зробив і в далекій Бразилії, коли зібрав кошти від підприємців і людей доброї волі, щоби вислати 300 бандур разом з інструкторами щоби там найкраще прийнялося кобзарське мистецтво, і граючи на бандурі завчили українські пісні, а в піснях історію свого українського народу.
Покійний Микола Досінчук-Чорний присвятив 30 років наполегливої праці, а видаючи журнал «Бандура» через 20 літ проробив колосальну роботу у цій чудовій своєрідній галузі української культури що є великим вкладом у її скарбницю. Журнал «Бандура» був своєрідним продовженням Кобзарського листка, який видавався раніше при ШКМ. Бандурист віртуоз Василь Ємець подав ідею створення повноцінного журналу, і Микола Досінчук-Чорний виконав це завдання. Після проголошення незалежности України, він часто подорожував по Україні, відвідуючи кобзарів, бандуристів, ансамблів, діячів та описував їхню діяльність в пресі діаспори та в журналі «Бандура».
Помер 3 липня 1999 року, в місті Нью-Йорку. Похований на українському цвинтарі в м. Баунд Брук, Н.Дж.
На початок 2018 у Львові меморіальна таблиця була усунута з фасаду при відкритті ресторану "36 По" керівником РУХу Григорієм Козловським, який назвав ресторан на честь Юзефа Понятовського, який там зупинявся.